# Comuna Urziceni, Satu Mare
Urziceni, colocvial Cenaloș, (în maghiară Csanálos, în germană Schinal sau Schönthal) este o comună în județul Satu Mare, Transilvania, România, formată din satele Urziceni (reședința) și Urziceni-Pădure.

## Demografie
Componența etnică a comunei Urziceni
     Maghiari (71,22%)
     Germani (15,28%)
     Români (8,81%)
     Romi (1,42%)
     Alte etnii (0%)
     Necunoscută (3,27%)
Componența confesională a comunei Urziceni
     Romano-catolici (82,66%)
     Ortodocși (5,19%)
     Reformați (5,12%)
     Greco-catolici (3,06%)
     Alte religii (0,57%)
     Necunoscută (3,41%)
Conform recensământului efectuat în 2021, populația comunei Urziceni se ridică la 1.407 locuitori, în scădere față de recensământul anterior din 2011, când fuseseră înregistrați 1.447 de locuitori. Majoritatea locuitorilor sunt maghiari (71,22%), cu minorități de germani (15,28%), români (8,81%) și romi (1,42%), iar pentru 3,27% nu se cunoaște apartenența etnică. Din punct de vedere confesional, majoritatea locuitorilor sunt romano-catolici (82,66%), cu minorități de ortodocși (5,19%), reformați (5,12%) și greco-catolici (3,06%), iar pentru 3,41% nu se cunoaște apartenența confesională.

## Politică și administrație
Comuna Urziceni este administrată de un primar și un consiliu local compus din 9 consilieri. Primarul, Tiberiu Schupler[*], de la Uniunea Democrată Maghiară din România, este în funcție din octombrie 2020. Începând cu alegerile locale din 2024, consiliul local are următoarea componență pe partide politice:
|  | Partid                                     | Consilieri | Componența Consiliului | Componența Consiliului | Componența Consiliului | Componența Consiliului | Componența Consiliului | Componența Consiliului |
|  | ------------------------------------------ | ---------- | ---------------------- | ---------------------- | ---------------------- | ---------------------- | ---------------------- | ---------------------- |
|  | Uniunea Democrată Maghiară din România     | 6          |                        |                        |                        |                        |                        |                        |
|  | Forumul Democrat al Germanilor din România | 3          |                        |                        |                        |                        |                        |                        |

## Atracții turistice
- Rezervația naturală "Pădurea de frasini Urziceni" (38 ha) din satul Urziceni-Pădure
- Câmpia Nirului - Valea Ierului (arie de protecție specială avifaunistică)